# ポール・ロジャース
ポール・バーナード・ロジャース（Paul Bernard Rodgers、1949年12月17日 - ）は、イングランド、カナダのロック・ボーカリスト。1960年代後半から2023年現在に至るまで、フリー、バッド・カンパニーなどのリード・ボーカリスト、ソングライターとして活動。リズム・アンド・ブルースに根差した特徴あるソウルフルな歌唱スタイルは、後のロック・ボーカリストたちに多大な影響を与えた。
ロジャースは2011年にカナダ国籍を取得し、イングランドとカナダの多重国籍となった。
「ローリング・ストーンの選ぶ歴史上最も偉大な100人のシンガー」において第55位。

## 経歴
1949年12月17日、イングランド・ミドルズブラの港町で、7人兄弟の4番目に生まれる。ロードランナーズ (1967年) などのローカルバンドで活動を始めるが、商業的には失敗に終わる。
1969年に英国ブルースの巨匠、アレクシス・コーナーに見初められ、ポール・コゾフ (ギター) 、サイモン・カーク（ドラムス）、アンディ・フレイザー（ベース）とフリーを結成。彼等は当時10代だったにもかかわらず、ブルース色が濃いシンプルなハードロックスタイルで徐々に人気を獲得していく。1970年にシングル「オール・ライト・ナウ」とアルバム『ファイアー・アンド・ウォーター』がヒットする。しかし1971年4月に初の日本公演を行なった直後に、アルバムの商業的不振やメンバー間の不仲が原因で解散を発表。
フリーが解散した1971年、ロジャースはスリーピースバンド、ピースを結成するが、ドラッグに溺れたコゾフを救うために、1972年2月にオリジナル・メンバーによる再結成に参加する。しかしメンバー間の不仲は解消されておらず、すぐにフレイザーが脱退。コゾフのドラッグ癖も悪化して離脱せざるをえなくなったので、フリーは危機に陥るが、山内テツ（ベース）とジョン・バンドリック（キーボード）を迎え、ロジャーズがギタリストを兼任して、7月に２度目の日本公演を行なった。その後、コゾフを含むメンバーはフリー名義のラスト・アルバムになった『ハートブレイカー』を1973年に発表し、同年解散。
1974年、ロジャースはフリーの同僚だったカーク、元モット・ザ・フープルのミック・ラルフス（ギター）、元キング・クリムゾンのボズ・バレル（ベース）とバッド・カンパニーを結成する。彼等はアメリカナイズされた楽曲スタイルで「キャント・ゲット・イナフ」など世界的ヒットを飛ばし、多くのアルバムがプラチナディスクを獲得した。しかし、ロジャースは肥大化した活動から落ち着くため1982年に脱退。
1983年、全ての楽器を自ら演奏した初のソロ・アルバム『カット・ルース』を発表するが、商業的には失敗に終わる。1985年にはレッド・ツェッペリンのギタリストだったジミー・ペイジらと組んだザ・ファームがスーパーグループとして話題となったが、期待されたほどの成功を収めることなく、アルバム2枚を残し自然消滅。1991年、フェイセズやザ・フーのドラマーだったケニー・ジョーンズらとロウを結成するが商業的に失敗し、アルバム1枚を残し解散。
1993年には、一曲ごとに異なるスーパーギタリストと共演したソロ名義のトリビュート作品『マディ・ウォーター・ブルーズ』が起死回生のヒット作となり、グラミー賞にノミネートされた。1990年代中頃にソロで日本公演を行い、1997年には14年振りとなるオリジナル曲のソロ・アルバム『NOW』を発表。
1998年、オリジナル・メンバーによるバッド・カンパニーの再結成に参加し、新曲をレコーディングした。1999年にバッド・カンパニーとして全米ツアーを行うが、後にバレルとラルフスがツアーへの不参加を表明、ロジャースは1999年にアルバム『エレクトリック』を発表しソロ活動を再開。2002年、新メンバーを加えバッド・カンパニーに参加し、全米ツアーを行う。
2005年から2009年に掛けクイーンのメンバーのブライアン・メイ、ロジャー・テイラーらと組みクイーン+ポール・ロジャースの名で世界ツアーを行い、日本・全米公演を行う。2006年10月からクイーンとスタジオ入りし2008年、ニューアルバム『ザ・コスモス・ロックス』を発表するが、ロジャースは活動に終止符を打ちバッド・カンパニーの再始動へ移行した。2010年10月、バッド・カンパニーとして35年振りとなる日本公演を行う。
2014年、オーティス・レディングやアルバート・キングなど、ソウル・ブルースの名曲を60年代に活躍した一流のバックミュージシャンと共に収録した『ザ・ロイヤル・セッションズ』を発表。

## 歌唱スタイル
時期により、歌唱スタイルは変化している。オーティス・レディングがインタビューや楽曲で頻繁に取り上げられ、活動初期の音源では歌唱スタイルの類似が確認できる。非常に強力な声の持ち主であることから、「ザ・ヴォイス」などの異名を持つほどである。
他にもインタビューでジョン・リー・フッカーやエルモア・ジェームス、ハウリン・ウルフなど名を挙げており、レイ・チャールズに至っては2010年に英国営放送BBCでジュールズ・ホーランドと共に「クライング・タイム」を演奏した。フリーのファースト・アルバムでは、ハウリン・ウルフの楽曲「Goin' Down Slow」を取り上げている。いずれからも、ブルースやリズム・アンド・ブルースの影響が窺える。

## その他のエピソード
- 初めて購入したレコードはブッカー・T&ザ・MG'sの「レッド・ビーンズ・ライス」だったという。
- 幼少期は自宅でラジオが流れており、興味深くチャートを聴いていたとヴィンテージ・ロックのインタビューで語っている。フランク・シナトラ、エルヴィス・プレスリーも耳にしていた。プレスリーが登場した当時、彼の姉はプレスリーに夢中で、彼自身は10代を通しビートルズに夢中だった。ブルースのきっかけはローリング・ストーンズであり、B.B.キングやマディ・ウォーターズを発見し、音楽の深みにはまっていった。後に自分をオーティス・レディングに見立て歌うようになった。
- フリーのメンバーとして初来日した際、「サムライはどこだ」と聞いたという。
- 元妻は野添和子・ひとみ姉妹の姪にあたる清水眞智[注釈 4]。1974年秋に私用で夫婦揃って来日した折、野添家に世話になった「お返しに」と、無報酬でドラマ『夜明けの刑事』の挿入歌「Yoake No Keiji」を日本語で歌った[6]。レコード化はされていないが、ニール・ショーンをギターに迎えた日本公演で、リクエストに応え歌ったことがある。2010年10月のバッド･カンパニー日本公演では、アコースティックギターの弾き語りでフルコーラスを披露した。
- 眞智との間にもうけた息子スティーブ、娘ジャスミンは共にボアというイギリスのバンドで活動している。ボアの楽曲「DUVET」は、日本のメディアミックス作品『Serial experiments lain』のTVアニメーション版主題歌となった。スティーヴは、上記の2010年のバッド･カンパニー日本公演に同行した。

## 日本公演
- 1971年 FREE

4月30日 共立講堂 5月1日 サンケイホール
- 1972年 FREE (NEW SESSION) with EMERSON, LAKE & PALMER

7月22日 後楽園球場、7月24日 甲子園球場
- 1975年 BAD COMPANY

3月3日 日本武道館
- 1993年

9月12日 神奈川県民ホール 16日 簡易保険ホール 19日 20日 21日 中野サンプラザ
- 1997年

5月18日 沖縄市民会館 5月24日 CLUB CITTA'
- 2005年 QUEEN + PAUL RODGERS LIVE IN JAPAN

10月26日 27日 さいたまスーパーアリーナ 29日 30日 横浜アリーナ
11月1日 ナゴヤドーム、3日 福岡ドーム
- 2006年 UDO Music Festival

7月22日 泉大津フェニックス 23日 富士スピードウェイ
- 2010年 BAD COMPANY JAPAN TOUR

10月18日 Zepp Fukuoka 20日 Zepp Nagoya 21日 なんばHatch 25日 26日 東京国際フォーラム ホールA

## ディスコグラフィ

### ソロ・アルバム
- 『カット・ルース』 - Cut Loose（1983年）
- 『マディ・ウォーター・ブルーズ』 - Muddy Water Blues：A Tribute to Muddy Waters (1993年) ※トリビュート・アルバム
- 『シングズ・ジミ・ヘンドリックス・ライヴ』 - The Hendrix Set (1993年) ※ライブEP
- 『クロニクル』 - The Chronicle (1994年) ※セルフカバー・アルバム
- 『ポール・ロジャース・ライヴ』 - Live：The Loreley Tapes (1996年) ※ライブ・アルバム
- 『NOW』 - Now (1997年)
- 『エレクトリック』 - Electric (1999年)
- 『ライヴ・イン・グラスゴー』 - Live In Glasgow (2007年) ※ライブ・アルバム
- Live at Hammersmith Apollo 2009 (2010年) ※ライブ・アルバム
- 『ライヴ・アット・モントルー 1994』 - Paul Rodgers and Friends: Live at Montreux (2011年) ※ライブ・アルバム
- 『ザ・ロイアル・セッションズ』 - The Royal Sessions (2014年)
- Free Spirit (2018年) ※ライブ・アルバム

### バッド・カンパニー
- 『バッド・カンパニー』 - Bad Company (1974年)
- 『ストレート・シューター』 - Straight Shooter (1975年)
- 『ラン・ウィズ・ザ・パック』 - Run With the Pack (1976年)
- 『バーニン・スカイ』 - Burnin' Sky (1977年)
- 『ディソレーション・エンジェル』 - Desolation Angels (1979年)
- 『ラフ・ダイアモンド』 - Rough Diamonds (1982年)
- 『ベスト・オブ・バッド・カンパニー』 - 10 from 6 (1985年) ※ベスト・アルバム
- 『バッド・カンパニー・アンソロジー』 - The Original Bad Company Anthology (1999年) ※ベスト・アルバム
- 『イン・コンサート2002』 - In Concert: Merchants Of Cool (2002年) ※ライブ・アルバム
- 『ライヴ・イン・アルバカーキ76』 - Live Albuquerque Nm Usa 1976 (2006年) ※ライブ・アルバム
- 『ハード・ロック・ライヴ』 - Hard Rock Live (2010年) ※ライブ・アルバム
- 『ライヴ・アット・ウェンブリー』 - Live at Wembley (2011年) ※ライブ・アルバム

### ザ・ファーム
- 『ザ・ファーム』 - The Firm (1985年)
- 『ミーン・ビジネス』 - Mean Business (1986年)

### ロウ
- 『ロウ』 - The Law (1991年)

### クイーン+ポール・ロジャース
- 『ザ・コスモス・ロックス』 - The Cosmos Rocks (2008年)
- 『リターン・オブ・ザ・チャンピオンズ』 - Return of the Champions (2005年)